# Guollasjauratj
Guollasjauratj är en sjö i Arjeplogs kommun i Lappland och ingår i Byskeälvens huvudavrinningsområde. Guollasjauratj ligger i Byskeälven Natura 2000-område.